# رسلان ميرساتاييف
رسلان ميرساتاييف (مواليد 7 مايو 1985) هو ملاكم كازاخستاني، مثّل بلاده في الألعاب الأولمبية الصيفية 2008.

## روابط خارجية
رسلان ميرساتاييف على موقع بوكس ريك (الإنجليزية) (registration required)
- رسلان ميرساتاييف على موقع اللجنة الأولمبية الدولية (الإنجليزية)
- رسلان ميرساتاييف على موقع أوليمبيديا (الإنجليزية)